# Isorropodon mackayi
Isorropodon mackayi is een tweekleppigensoort uit de familie van de Vesicomyidae. De wetenschappelijke naam van de soort is voor het eerst geldig gepubliceerd in 2014 door P.G. Oliver & Drewery.